# Передавальна функція
Передавальна функція (англ. Transfer function) — функція, що описує залежність виходів деякої динамічної лінійної стаціонарної системи від її входів. Також відома як системна або мережева функція. Є математичним представленням моделі чорного ящика деякої системи.
Зазвичай це подання в умовах просторової або часової частоти на зв'язку між входом і виходом теорії лінійних стаціонарних систем з нульовими початковими умовами і нульовою рівновагою. Наприклад, у випадку оптичних пристроїв обробки зображень — це перетворення Фур'є функції розсіювання точки (функція просторової частоти), тобто розподілу інтенсивності, викликаної точковим об'єктом в полі зору. Однак, деякі джерела використовують поняття «передавальна функція» для зазначення різних характеристик входу-виходу в прямих фізичних вимірюваннях (наприклад, вихідної напруги в залежності від вхідної напруги мережі), а не його перетворення в S-площині.
Передавальна функція використовується в основному в теорії автоматичного управління, теорії зв'язку та цифровій обробці сигналів і являє собою диференційний оператор, що виражає зв'язок між вхідним та вихідним сигналами лінійної стаціонарної системи. Знаючи вхідний сигнал системи і передавальну функцію, можна визначити вихідний сигнал. В теорії автоматичного управління передавальна функція неперервної лінійної стаціонарної системи визначається через відношення перетворення Лапласа вихідного сигналу до перетворення Лапласа вхідного сигналу за нульових початкових умов, та представляється дробово-раціональною функцією. Так як передавальна функція системи повністю визначає її динамічні властивості, то первинне завдання синтезу системи автоматичного управління зводиться до визначення її передавальної функції.

## Лінійні стаціонарні системи
Нехай {\displaystyle u(t)} — вхідний сигнал лінійної стаціонарної системи, a {\displaystyle y(t)} — її вихідний сигнал. Тоді передавальна функція {\displaystyle W(s)} такої системи записується у вигляді:
{\displaystyle W(s)={\frac {Y(s)}{U(s)}}}
де {\displaystyle U(s)} і {\displaystyle Y(s)}) — перетворення Лапласа для сигналів {\displaystyle u(t)} і {\displaystyle y(t)} відповідно:
{\displaystyle U(s)={\mathcal {L}}\left\{u(t)\right\}\equiv \int \limits _{0}^{+\infty }u(t)e^{-st}\,dt}
{\displaystyle Y(s)={\mathcal {L}}\left\{y(t)\right\}\equiv \int \limits _{0}^{+\infty }y(t)e^{-st}\,dt}

## Дискретна передавальна функція
Для дискретних і дискретно-безперервних систем вводиться поняття дискретної передавальної функції. Нехай {\displaystyle u(k)} — вхідний дискретний сигнал такої системи, а {\displaystyle y(k)} — її дискретний вихідний сигнал, {\displaystyle k=0,1,2,\dots } . Тоді передавальна функція {\displaystyle W(z)} такої системи записується у вигляді:
{\displaystyle W(z)={\frac {Y(z)}{U(z)}}}
де {\displaystyle U(z)} і {\displaystyle Y(z)}  — z-перетворення для сигналів {\displaystyle u(k)} і {\displaystyle y(k)} відповідно:
{\displaystyle U(z)={\mathcal {Z}}\left\{u(k)\right\}\equiv \sum _{k=0}^{\infty }u(k)z^{-k}}
{\displaystyle Y(z)={\mathcal {Z}}\left\{y(k)\right\}\equiv \sum _{k=0}^{\infty }y(k)z^{-k}}

## Зв'язок з іншими динамічними характеристиками
- АФЧХ системи можна отримати з передавальної функції за допомогою формальної заміни комплексної змінної {\displaystyle s} на {\displaystyle j\omega }:

{\displaystyle W(j\omega )\equiv W(s),s=j\omega }
- Імпульсна перехідна функція є оригіналом (в сенсі перетворення Лапласа) для передавальної функції.

## Властивості передавальної функції, полюси і нулі передавальної функції
1.Для стаціонарних систем (тобто систем незмінними параметрами компонентів) і з зосередженими параметрами передавальна функція — це дрібно-раціональна функція комплексної змінної {\displaystyle s}:
{\displaystyle W(s)={\frac {R(s)}{Q(s)}}={\frac {b_{0}s^{m}+b_{1}s^{m-1}+\dots +b_{m}}{a_{0}s^{n}+a_{1}s^{n-1}+\dots +a_{n}}}}
2. Знаменник і чисельник передавальної функції — це характеристичні поліноми диференціального рівняння руху лінійної системи. Полюсами передавальної функції називають корені характеристичного полінома знаменника, нулі — корені характеристичного полінома чисельника.
3. У фізично реалізованих системах порядок полінома чисельника передавальної функції {\displaystyle m} не може перевищувати порядку полінома її знаменника {\displaystyle n}, тобто {\displaystyle m\leq n}
4. Імпульсна перехідна функція являє собою оригінал (перетворення Лапласа) для передавальної функції.
5. При формальної заміні {\displaystyle s=j\omega } в {\displaystyle W(s)} виходить комплексна передавальна функція системи, що описує одночасно амплітудно-частотну (у вигляді модуля цієї функції) і фазо-частотну характеристики системи як аргумент її.

## Матрична передавальна функція
Для MIMO-систем вводиться поняття матричної передавальної функції. Матрична передавальна функція від вектора входу системи {\displaystyle U(t)} до вектора виходу {\displaystyle Y(t)} — це матриця {\displaystyle W=\{w_{i,j}\}}, елемент {\displaystyle i}-й рядка {\displaystyle j}-го стовпчика є передавальний функцію системи від {\displaystyle i}-й координати вектора входу системи до {\displaystyle j}-й координати вектора виходу